# Caloenas
Caloenas là một chi chim trong họ Columbidae.

## Hình ảnh

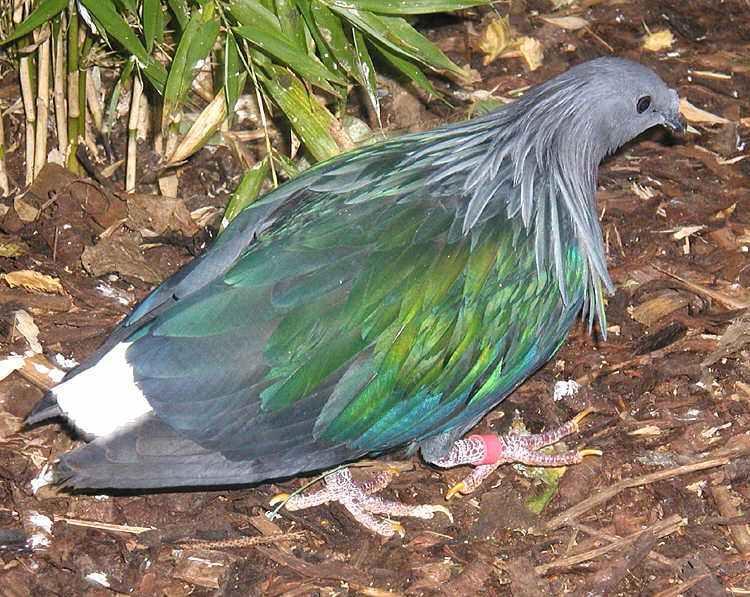
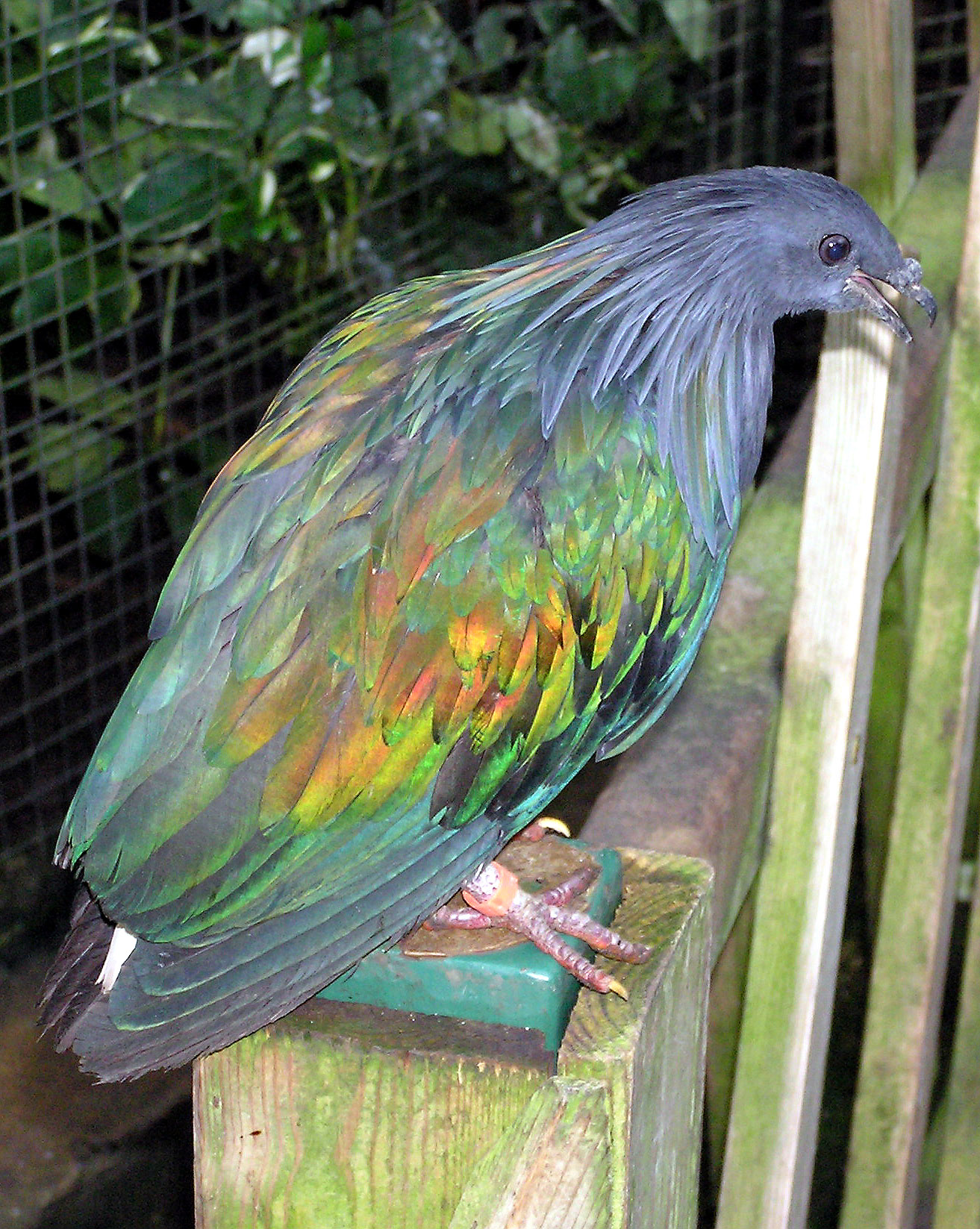